# Józef Staszewski

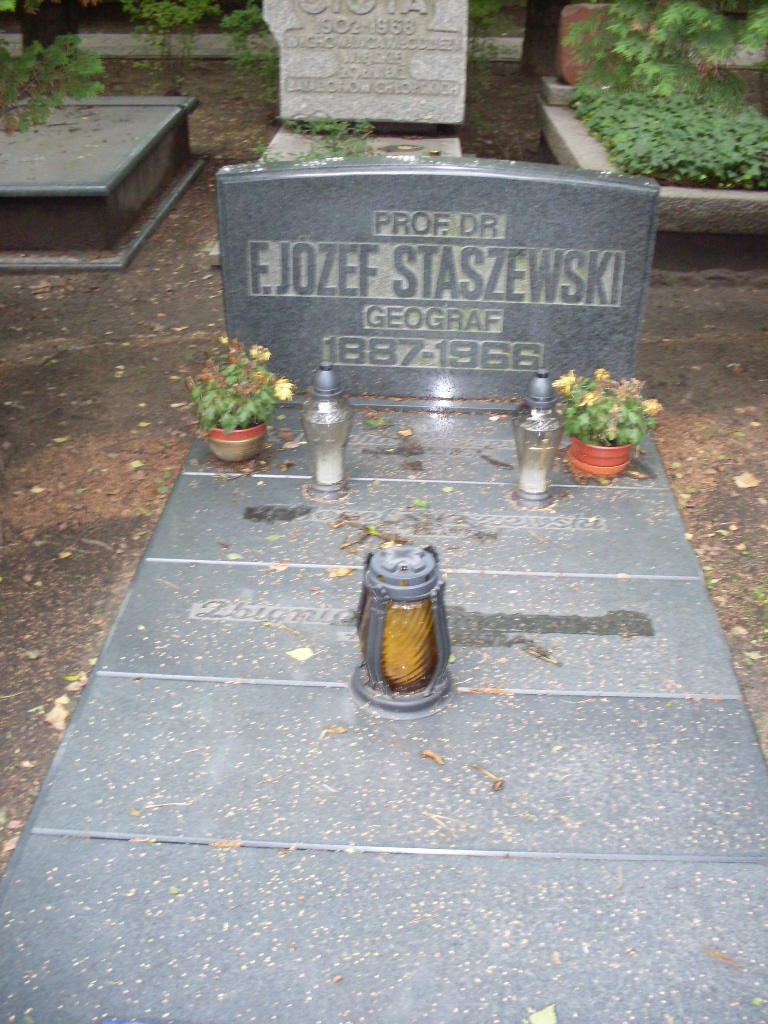
Grób Józefa Staszewskiego na Cmentarzu Wojskowym na Powązkach

Józef Staszewski (pierwotnie Józef Haliczer, ur. 18 września 1887 w Tarnopolu, zm. 5 września 1966 w Warszawie) – polski geograf i historyk geografii.

## Życiorys
Pochodził z biednej rodziny żydowskiej. Absolwent gimnazjum we Lwowie, od 1910 roku studiował w Wiedniu geografię i przyrodę. Wcielony do armii austriackiej. Walczył na froncie wschodnim w stopniu oficerskim. Dostał się do niewoli, jako jeniec na Syberii uczył w polskim gimnazjum w Irkucku. Od 1921 nauczyciel w gimnazjum w Tarnopolu, od 1937 doktoryzował się na Uniwersytecie Jana Kazimierza we Lwowie. Podczas II wojny światowej więzień niemieckich obozów koncentracyjnych. Od roku 1945 mieszkał w Sopocie. W latach 1945–56 był profesorem Wyższej Szkoły Pedagogicznej w Gdańsku. Współzałożyciel gdańskiego oddziału Polskiego Towarzystwa Geograficznego. Autor licznych prac naukowych i publikacji na temat geografii. Zmarł w wieku 79 lat w Warszawie. Pochowany na cmentarzu Powązki Wojskowe w Warszawie (kwatera C2-5-7).

## Publikacje
- Słownik geograficzny (1934)
- Geografia fizyczna w liczbach (1959)
- Historia nauki o Ziemi w zarysie (1966)